# Pholoe longa
Pholoe longa är en ringmaskart som först beskrevs av Otto Friedrich Müller 1776.  Pholoe longa ingår i släktet Pholoe och familjen Pholoidae. Arten har ej påträffats i Sverige. Inga underarter finns listade i Catalogue of Life.